# 八重塚古墳群
八重塚古墳群（やえづかこふんぐん）は、埼玉県北本市にある古墳群である。
「八重塚」と呼ばれている台地上に築造されている。1960年（昭和35年）に古墳3基（八重塚1号〜3号墳）の所在が確認され、1号墳と2号墳の調査が実施された。1986年（昭和61年）から1988年（昭和63年）にかけ、北里研究所メディカルセンター建設事業に伴う発掘調査が行われ、周溝の一部が発見されている。

## 古墳
- 八重塚1号墳
開削した道路に石室がかかり発見された。半地下式で胴張のある横穴式石室をもつ。刀子出土。
- 八重塚2号墳
東西30メートル、南北22メートル、高さ1.7メートルの歪んだ円墳とされているが、方墳の可能性もある。1992年(平成4年)に周溝の一部が発掘された。
- 八重塚3号墳
道路工事中に石室が発見された。この時点で封土は失われていた。